# Нейва (Колумбия)
Не́йва (исп. Neiva) — город, расположенный на западе Колумбии в верхнем течении реки Магдалена. Основан в 1539 году, разрушен индейцами и вновь отстроен в 1612 году.
Административный центр департамента Уила. В городе находится железнодорожная станция и аэропорт. Нейва является торговым центром сельскохозяйственного района, где выращивают какао, кофе, бананы, рис, бобы и сорго, также здесь хорошо развито животноводство. Близ города есть месторождения полезных ископаемых, ведётся добыча нефти и природного газа, золота, серебра, известняка, мрамора и меди.

## Галерея

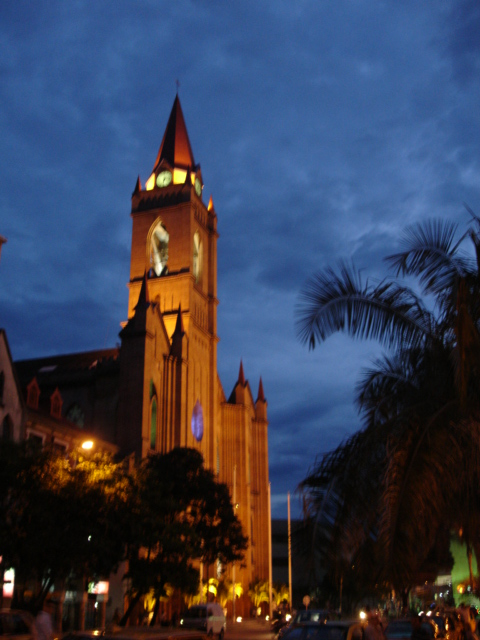
Кафедральный собор
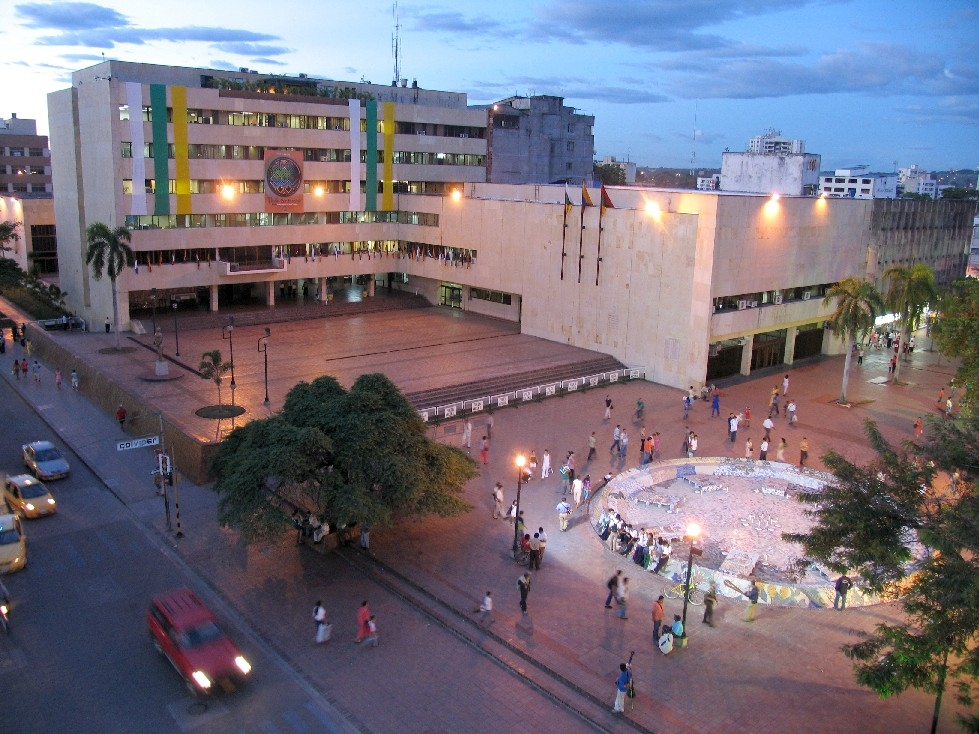
Городская управа
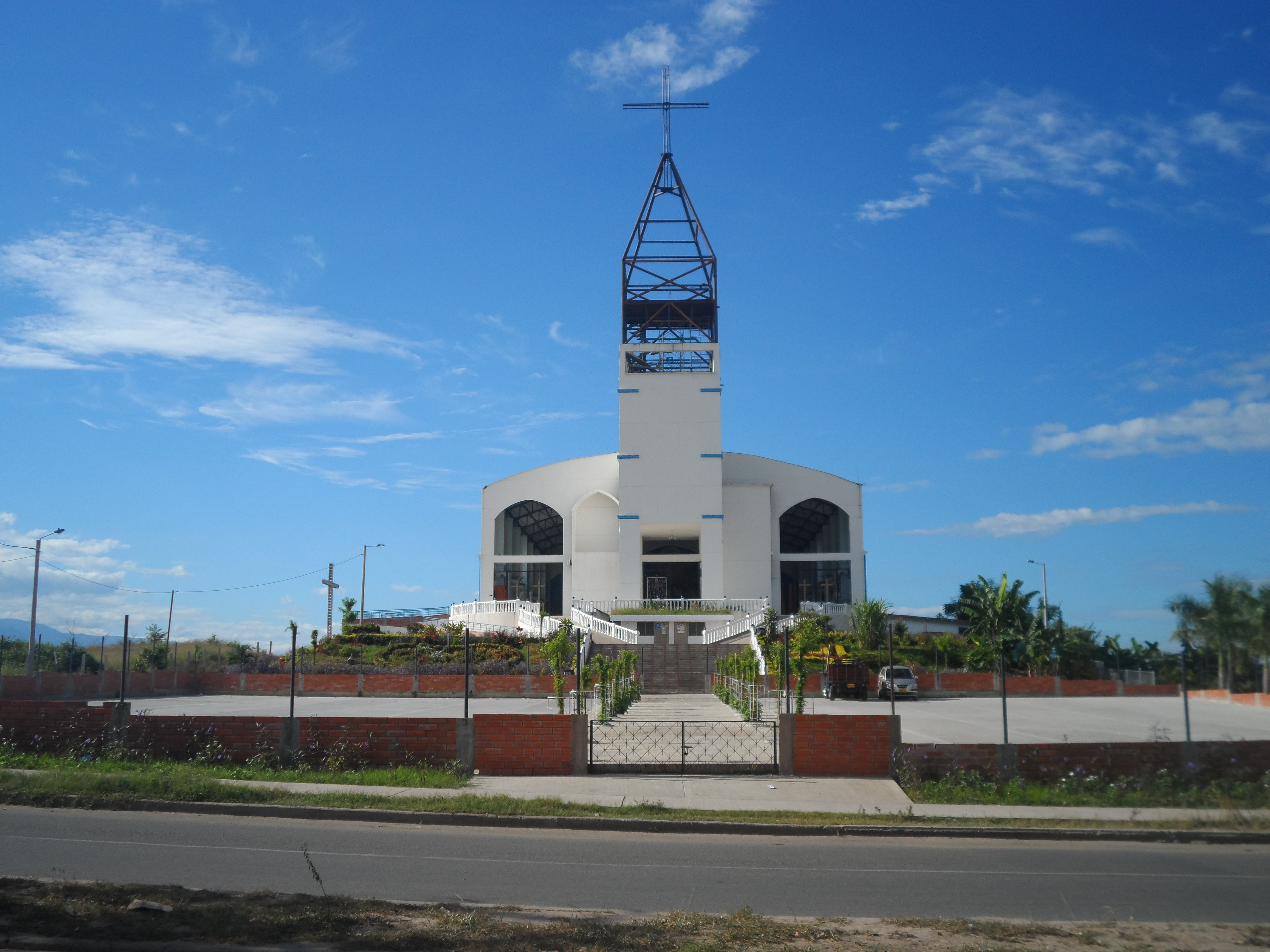
Церковь Св.Георгия
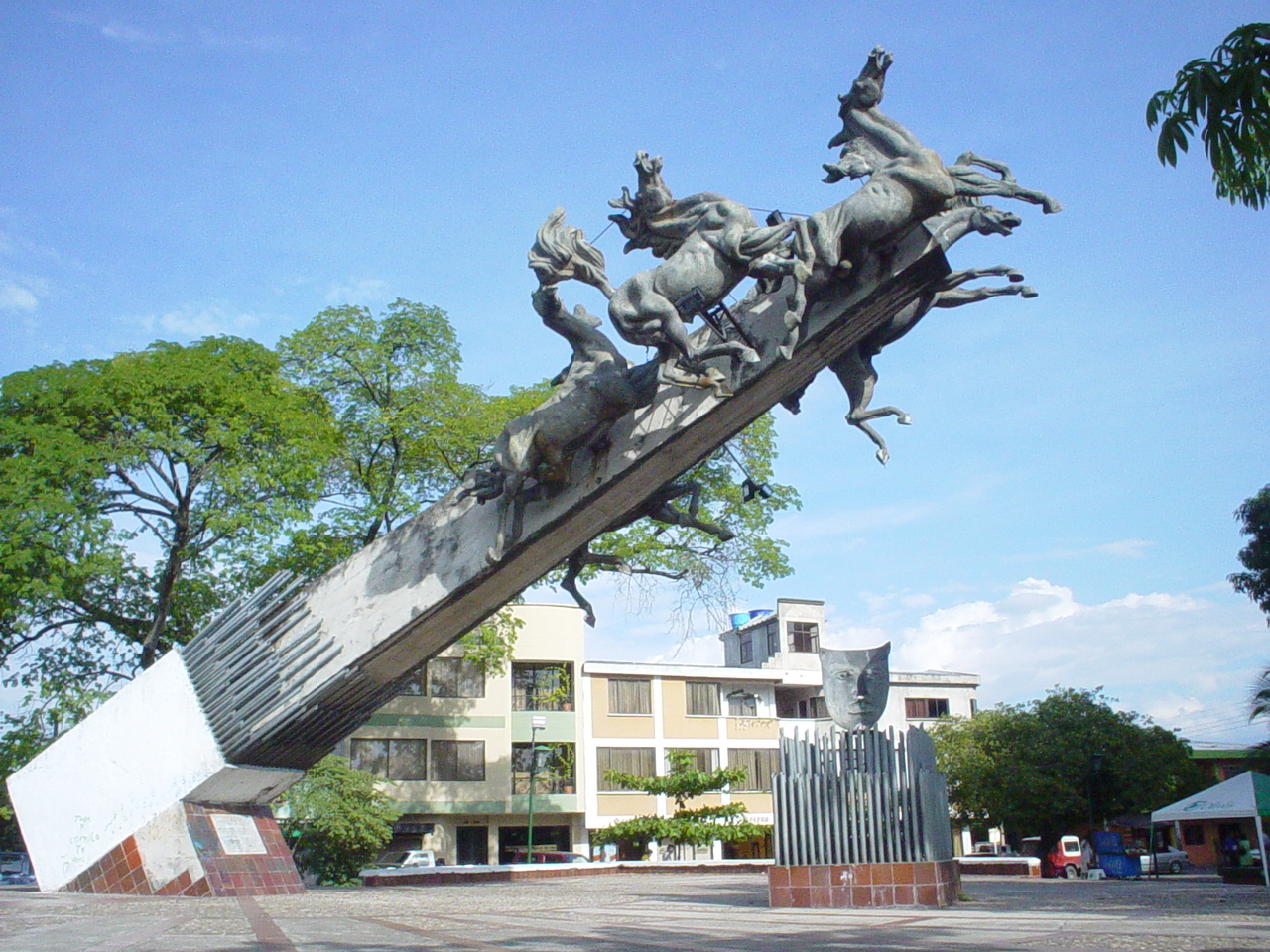
Современная скульптура
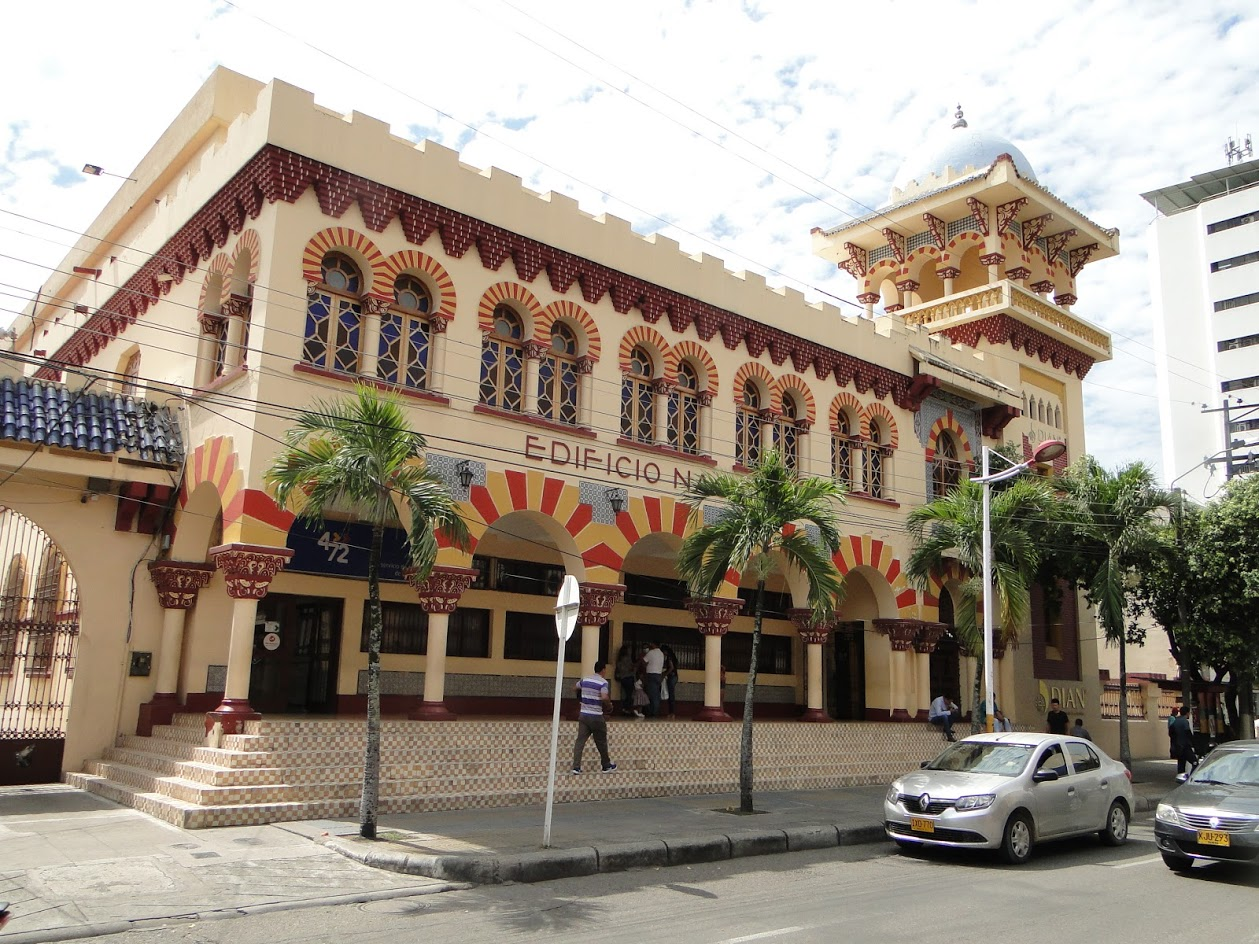
Оригинальное офисное здание
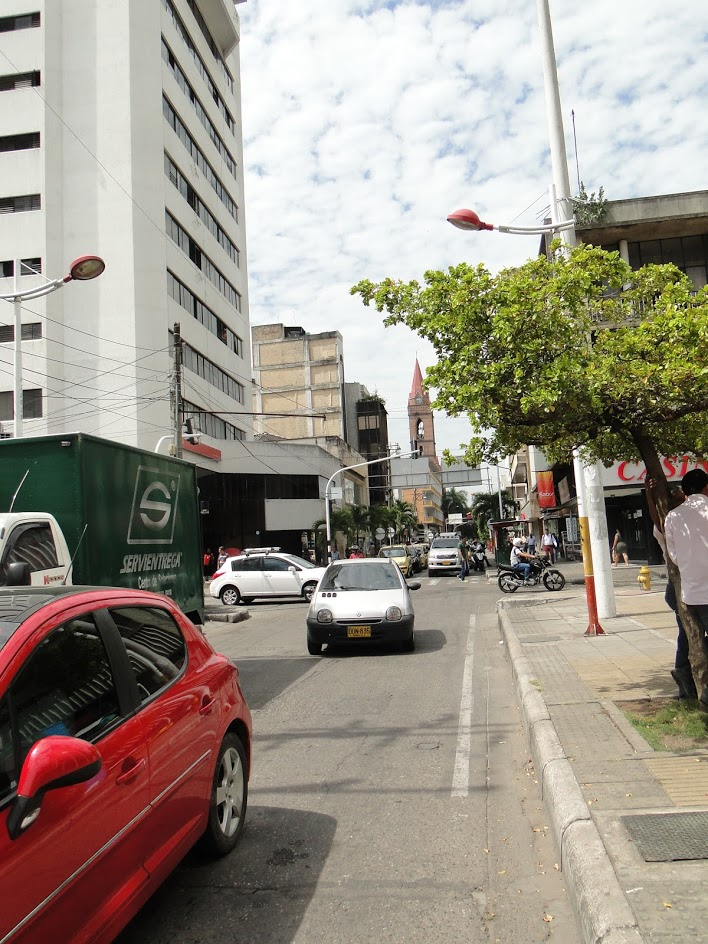
На главной улице